# Carrignavar
Carrignavar är en ort i republiken Irland.   Den ligger i grevskapet County Cork och provinsen Munster, i den södra delen av landet, 210 km sydväst om huvudstaden Dublin. Carrignavar ligger 112 meter över havet och antalet invånare är 499.
Terrängen runt Carrignavar är lite kuperad, och sluttar söderut. Runt Carrignavar är det tätbefolkat, med 308 invånare per kvadratkilometer. Närmaste större samhälle är Cork, 10,1 km söder om Carrignavar. Trakten runt Carrignavar består i huvudsak av gräsmarker.